# Salix tarraconensis
Salix tarraconensis là một loài liễu thuộc họ Salicaceae. Đây là loài đặc hữu của Tây Ban Nha, có ở các sườn đồi nhiều đá nhỏ ở độ cao 500–1400 m ở Tarragona và Castellon. Đây là một cây bụi rụng lá cỡ nhỏ, cao tới 1 m. Lá mọc so le, dài 5–15 mm và rộng 2–5 mm, răng cưa rất nhỏ; mặt trên lá màu xanh, mặt dưới màu nhạt hơn với lông ngắn có sắc trắng.